# Tenebroides germaini
Tenebroides germaini is een keversoort uit de familie schorsknaagkevers (Trogossitidae). De wetenschappelijke naam van de soort werd in 1895 gepubliceerd door Albert Léveillé.